# Diócesis de Ouesso
La diócesis de Ouesso (en latín: Dioecesis Uessitana y en francés: Diocèse de Ouesso) es una circunscripción eclesiástica de la Iglesia católica en República del Congo. Se trata de una diócesis latina, sufragánea de la arquidiócesis de Owando. Desde el 28 de mayo se 2025 su obispo es Brice Armand Ibombo.

## Territorio y organización
La diócesis tiene 56 800 km² y extiende su jurisdicción sobre los fieles católicos de rito latino residentes en el departamento de Sangha. 
La sede de la diócesis se encuentra en la ciudad de Ouesso, en donde se halla la Catedral de San Pedro Claver.
En 2021 en la diócesis existían 9 parroquias.

## Historia
La diócesis fue erigida el 6 de junio de 1983 con la bula Ad expeditiorem del papa Juan Pablo II, obteniendo el territorio de la diócesis de Owando (hoy arquidiócesis).
El 30 de octubre de 2000 cedió una parte de su territorio para la erección de la prefectura apostólica de Likouala (hoy diócesis de Impfondo) mediante la bula De universa catholica del papa Juan Pablo II.
Originalmente sufragánea de la arquidiócesis de Brazzaville, pasó a formar parte de la provincia eclesiástica de la arquidiócesis de Owando el 30 de mayo de 2020.

## Estadísticas
Según el Anuario Pontificio 2022 la diócesis tenía a fines de 2021 un total de 25 500 fieles bautizados.
| Año                                                                             | Población            | Población | Población      | Sacerdotes | Sacerdotes    | Sacerdotes    | Bautizados por sacerdote | Diáconos permanentes | Religiosos | Religiosos | Parroquias |
| Año                                                                             | Bautizados católicos | Total     | % de católicos | Total      | Clero secular | Clero regular | Bautizados por sacerdote | Diáconos permanentes | Varones    | Mujeres    | Parroquias |
| ------------------------------------------------------------------------------- | -------------------- | --------- | -------------- | ---------- | ------------- | ------------- | ------------------------ | -------------------- | ---------- | ---------- | ---------- |
| 1985                                                                            | 18 500               | 95 360    | 19.4           | 6          | 2             | 4             | 3083                     |                      | 4          | 4          | 30         |
| 1995                                                                            | 69 000               | 142 621   | 48.4           | 9          | 5             | 4             | 7666                     |                      | 5          | 29         | 7          |
| 2000                                                                            | 12 000               | 55 000    | 21.8           | 4          | 3             | 1             | 3000                     |                      | 1          | 11         | 5          |
| 2001                                                                            | 12 000               | 55 000    | 21.8           | 10         | 4             | 6             | 1200                     |                      | 7          | 18         | 8          |
| 2002                                                                            | 15 000               | 78 500    | 19.1           | 11         | 5             | 6             | 1363                     |                      | 7          | 10         | 5          |
| 2003                                                                            | 25 000               | 70 000    | 35.7           | 7          | 6             | 1             | 3571                     |                      | 1          | 19         | 28         |
| 2004                                                                            | 25 000               | 65 600    | 38.1           | 9          | 6             | 3             | 2777                     |                      | 3          | 18         | 28         |
| 2013                                                                            | 20 500               | 97 000    | 21.1           | 12         | 12            |               | 1708                     |                      |            | 22         | 6          |
| 2016                                                                            | 23 000               | 104 953   | 21.9           | 14         | 12            | 2             | 1642                     |                      | 3          | 21         | 6          |
| 2019                                                                            | 25 500               | 113 400   | 22.5           | 26         | 24            | 2             | 980                      | 2                    | 2          | 20         | 6          |
| 2020                                                                            | 26 160               | 116 350   | 22.5           | 14         | 12            | 2             | 1869                     |                      | 4          | 21         | 4          |
| 2021                                                                            | 25 500               | 119 140   | 21.4           | 16         | 14            | 2             | 1593                     |                      | 4          | 21         | 9          |
| Fuente: Catholic-Hierarchy, que a su vez toma los datos del Anuario Pontificio. |                      |           |                |            |               |               |                          |                      |            |            |            |

## Episcopologio
- Hervé Itoua (6 de junio de 1983-22 de abril de 2006 renunció)
  - Sede vacante (2006-2008)
- Yves Marie Monot, C.S.Sp. (14 de junio de 2008-8 de diciembre de 2021)
- Gélase Armel Kema (8 de diciembre de 2021 - 6 de enero de 2024 nombrado Arzobispo de Owando
- Brice Armand Ibombo, desde el 28 de mayo de 2025